# Лунка (К.А. Росетті, Бузеу)
Лунка (рум. Lunca) — село у повіті Бузеу в Румунії. Входить до складу комуни К.А. Росетті.
Село розташоване на відстані 108 км на північний схід від Бухареста, 34 км на південний схід від Бузеу, 145 км на північний захід від Констанци, 79 км на південний захід від Галаца, 144 км на південний схід від Брашова.

## Населення
За даними перепису населення 2002 року у селі проживали 1278 осіб, з них 1274 особи (99,7%) румунів. Рідною мовою 1274 особи (99,7%) назвали румунську.